# Oxyprora acanthoceras
Oxyprora acanthoceras är en insektsart som först beskrevs av Wilhem de Haan 1842.  Oxyprora acanthoceras ingår i släktet Oxyprora och familjen vårtbitare. Inga underarter finns listade i Catalogue of Life.